# Esbarres

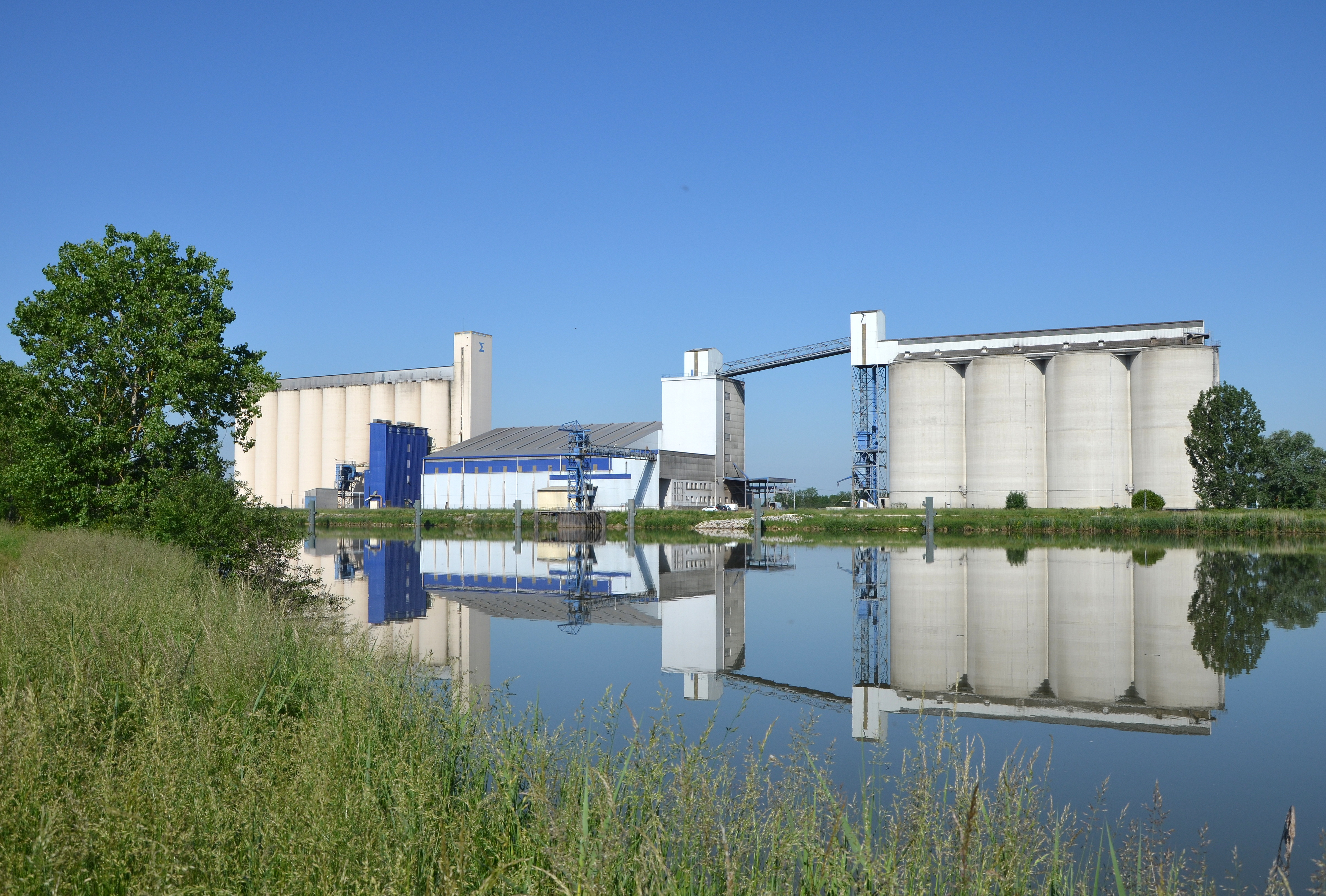
Silos à céréales le long de la Saône.

Esbarres [ebaʁ] est une commune française située dans le canton de Brazey-en-Plaine du département de la Côte-d'Or, en région Bourgogne-Franche-Comté.

## Géographie

### Climat
Pour des articles plus généraux, voir Climat de la Bourgogne-Franche-Comté et Climat de la Côte-d'Or.
En 2010, le climat de la commune est de type climat océanique dégradé des plaines du Centre et du Nord, selon une étude du Centre national de la recherche scientifique s'appuyant sur une série de données couvrant la période 1971-2000. En 2020, Météo-France publie une typologie des climats de la France métropolitaine dans laquelle la commune est exposée à un climat semi-continental et est dans la région climatique  Bourgogne, vallée de la Saône, caractérisée par un bon ensoleillement (1 900 h/an), un été chaud (18,5 °C), un air sec au printemps et en été et des vents faibles. 
Pour la période 1971-2000, la température annuelle moyenne est de 10,8 °C, avec une amplitude thermique annuelle de 17,6 °C. Le cumul annuel moyen de précipitations est de 828 mm, avec 11,1 jours de précipitations en janvier et 7,6 jours en juillet. Pour la période 1991-2020, la température moyenne annuelle observée sur la station météorologique de Météo-France la plus proche, « Pagny-le-chateau », sur la commune de Chamblanc à 10 km à vol d'oiseau, est de 11,7 °C et le cumul annuel moyen de précipitations est de 802,0 mm,. Pour l'avenir, les paramètres climatiques de la commune estimés pour 2050 selon différents scénarios d'émission de gaz à effet de serre sont consultables sur un site dédié publié par Météo-France en novembre 2022.

## Urbanisme

### Typologie
Au 1er janvier 2024, Esbarres est catégorisée commune rurale à habitat dispersé, selon la nouvelle grille communale de densité à 7 niveaux définie par l'Insee en 2022.
Elle est située hors unité urbaine. Par ailleurs la commune fait partie de l'aire d'attraction de Dijon, dont elle est une commune de la couronne,. Cette aire, qui regroupe 333 communes, est catégorisée dans les aires de 200 000 à moins de 700 000 habitants,.

### Occupation des sols
L'occupation des sols de la commune, telle qu'elle ressort de la base de données européenne d’occupation biophysique des sols Corine Land Cover (CLC), est marquée par l'importance des territoires agricoles (76,2 % en 2018), une proportion sensiblement équivalente à celle de 1990 (76,1 %). La répartition détaillée en 2018 est la suivante : terres arables (57,6 %), prairies (18,2 %), forêts (14,1 %), zones urbanisées (6,3 %), eaux continentales (3,4 %), zones agricoles hétérogènes (0,4 %). L'évolution de l’occupation des sols de la commune et de ses infrastructures peut être observée sur les différentes représentations cartographiques du territoire : la carte de Cassini (XVIIIe siècle), la carte d'état-major (1820-1866) et les cartes ou photos aériennes de l'IGN pour la période actuelle (1950 à aujourd'hui).

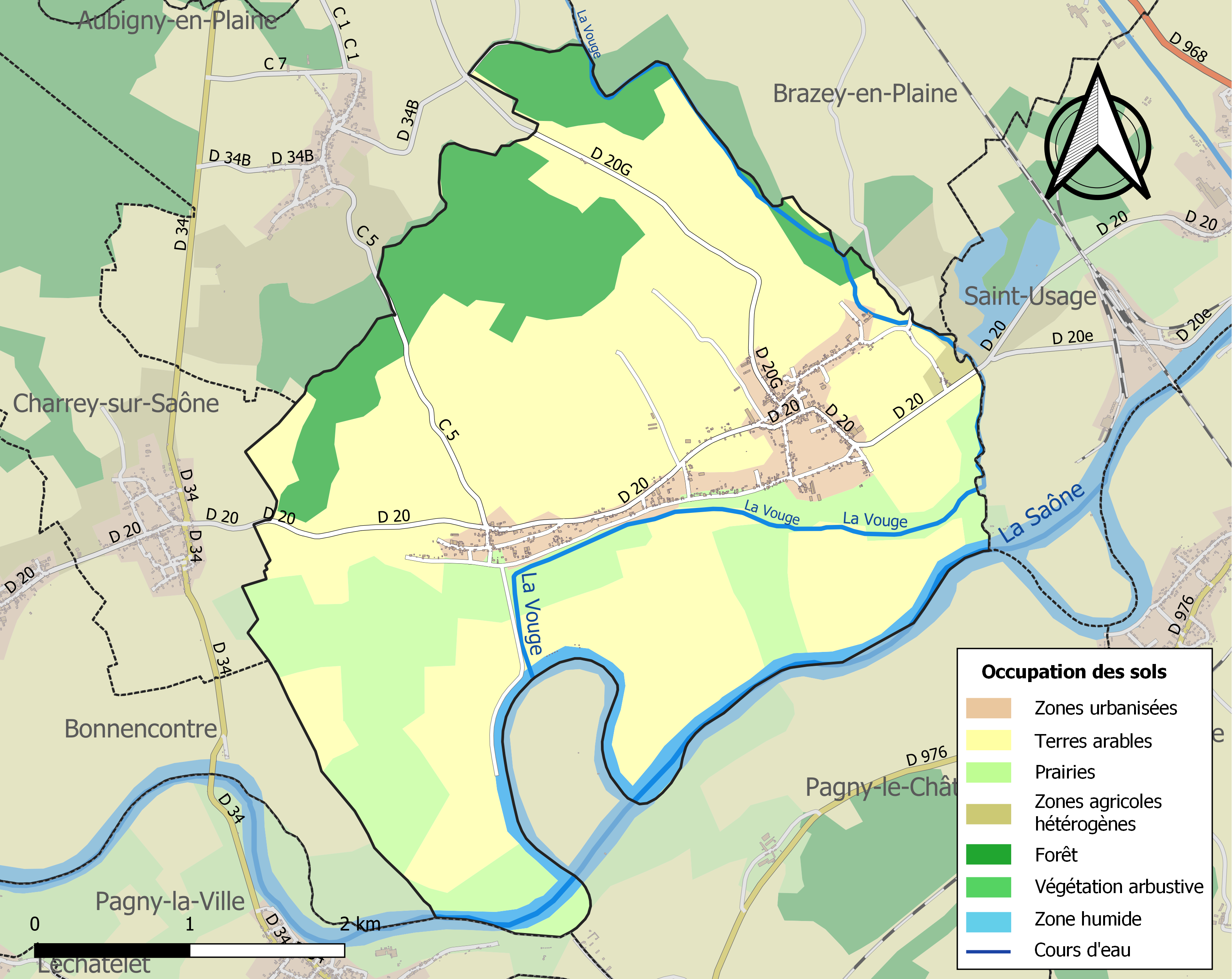
Carte des infrastructures et de l'occupation des sols de la commune en 2018 (CLC).

## Histoire
Arconcey, Fangy, Visain, les Barres d’Orsan et les Barres de Villars sont à l’origine d’Esbarres.

### À l'époque romaine
Esbarres était un lieu de passage à gué pour les voies romaines. Différents vestiges ont été découverts sur le territoire de la commune : extrémité d'un fourreau en bronze, statuette de gladiateur et plus récemment un « trésor » comprenant 236 monnaies et 3 bijoux visibles au Musée archéologique de Dijon.

### Au Moyen Âge
La chapelle Saint-Nicolas devient, au XIIIe siècle, Notre-Dame d'Arconcey puis d'Esbarres dont il ne reste que le portail. De la chapelle Sainte-Anne et de la « maladrerie » de Villars, il ne reste rien.
Le seigneur d'Esbarres, Bénigne Serre, commande au Maître de Commarin un polyptyque pour décorer l'église d'Esbarres. Il a dû faire cette commande peu après son acquisition de la seigneurie d'Esbarres, vers 1520-1525. Ce polyptyque est conservé au musée d'Art sacré de Dijon,.
Un remarquable retable sculpté et doré du XVIe siècle, d'influence flamande, représente les douze apôtres groupés deux par deux de part et d'autre du Couronnement de la Vierge, retable commandé et financé par Bénigne Serre. C'est l'un des retables encore visibles de nos jours dont les apôtres composent l'ornement, à rapprocher en Bourgogne-Franche-Comté de ceux de Lugny (Le Christ et les Apôtres daté de 1528), de Nolay (visible au musée du Louvre et provenant de la chapelle de la Vierge de l'église Saint-Martin) et de Cernay-l'Église.
Une pietà polychrome du XVIe siècle et trois statues en pierre sont encore visibles ainsi que les pierres tombales des Jacquot et des Berbis de Rancy. À noter que le porche de l'église est classé et que l'on peut y admirer un superbe tympan.
Archiprêtré du diocèse de Chalon, la paroisse fut réunie au diocèse de Dijon par le Concordat.

### À la Révolution
Le château de la Nivelle ayant appartenu à Jacquot de Trémont et celui de Fangy, sont entièrement détruits. Un château identique existe encore à Longecourt-en-Plaine.
Un grand incendie détruit Fangy à la fin du XIXe siècle : au cimetière, une stèle rappelle le sacrifice des pompiers et volontaires morts pendant cet accident.

### AuXXesiècle
À l'initiative d'Ernest Begin (maire jusqu'en 1965), d'Henri Fort (maire de 1965 à 1989), et des maires suivants, le village s'est équipé (réseau d'eau, terrain de sport, école maternelle, camping...) et a entretenu son patrimoine (réfection de l'église, de la cure transformée en mairie, de la salle de Villars, du cimetière, de la toiture de l'ancienne mairie, mais aussi suppression du dépotoir route d'Aubigny, création d'un local pompiers et d'un local technique pour l'employé communal...).
Depuis mars 2001, la nouvelle municipalité, conduite par Maurice Vachet, réalise les équipements nécessaires à la vie du village : nouveau groupe scolaire, poursuite de l'aménagement des locaux techniques pour les pompiers et l'ouvrier municipal, réfection des trottoirs, pose de points lumineux…
Depuis 2011, la commune dispose d'une salle multi-activités équipée pour fêtes, expositions, réunions de 150 personnes et d'une salle consacrée aux associations locales pouvant accueillir 100 personnes (accessibilité en cours).

## Politique et administration
| Période                                  | Période  | Identité                 | Étiquette | Qualité                                                                     |
| ---------------------------------------- | -------- | ------------------------ | --------- | --------------------------------------------------------------------------- |
|                                          | 1965     | Ernest Begin (1889-1975) |           | Négociant en vins                                                           |
| 1965                                     | 1989     | Henri Fort               | SE        |                                                                             |
| 1989                                     | 2001     | Daniel Freitag           | PS        | Professeur, conseiller général du canton de Saint-Jean-de-Losne (1979-2004) |
| 2001                                     | 2014     | Maurice Vachet           | SE        | Retraité                                                                    |
| 2014                                     | 2020     | Corinne Sirugue          | SE        | Mandataire judiciaire à la protection des majeurs                           |
| 2020                                     | En cours | Stéphanie Mevolhon       |           |                                                                             |
| Les données manquantes sont à compléter. |          |                          |           |                                                                             |

## Démographie
L'évolution du nombre d'habitants est connue à travers les recensements de la population effectués dans la commune depuis 1793. Pour les communes de moins de 10 000 habitants, une enquête de recensement portant sur toute la population est réalisée tous les cinq ans, les populations de référence des années intermédiaires étant quant à elles estimées par interpolation ou extrapolation. Pour la commune, le premier recensement exhaustif entrant dans le cadre du nouveau dispositif a été réalisé en 2007.

En 2022, la commune comptait 681 habitants, en évolution de −3,27 % par rapport à 2016 (Côte-d'Or : +0,82 %, France hors Mayotte : +2,11 %).
| 1793 | 1800  | 1806 | 1821  | 1831  | 1836  | 1841  | 1846  | 1851  |
| ---- | ----- | ---- | ----- | ----- | ----- | ----- | ----- | ----- |
| 939  | 1 035 | 998  | 1 094 | 1 125 | 1 112 | 1 127 | 1 145 | 1 173 |

| 1856  | 1861  | 1866  | 1872  | 1876  | 1881  | 1886  | 1891 | 1896 |
| ----- | ----- | ----- | ----- | ----- | ----- | ----- | ---- | ---- |
| 1 200 | 1 215 | 1 184 | 1 178 | 1 167 | 1 048 | 1 000 | 968  | 948  |

| 1901 | 1906 | 1911 | 1921 | 1926 | 1931 | 1936 | 1946 | 1954 |
| ---- | ---- | ---- | ---- | ---- | ---- | ---- | ---- | ---- |
| 866  | 851  | 783  | 685  | 675  | 660  | 634  | 645  | 672  |

| 1962 | 1968 | 1975 | 1982 | 1990 | 1999 | 2006 | 2007 | 2012 |
| ---- | ---- | ---- | ---- | ---- | ---- | ---- | ---- | ---- |
| 673  | 653  | 621  | 633  | 646  | 621  | 733  | 748  | 734  |

| 2017 | 2022 | - | - | - | - | - | - | - |
| ---- | ---- | - | - | - | - | - | - | - |
| 690  | 681  | - | - | - | - | - | - | - |

## Environnement
En raison de ses efforts pour la qualité de son environnement nocturne, la commune a été labellisée « Village 2 étoiles », en 2013. Le label est décerné par l'Association nationale pour la protection du ciel et de l'environnement nocturnes (ANPCEN) et compte 5 échelons. Un panneau, disposé aux entrées du village, indique cette distinction.

### Héraldique
| Blason | Blasonnement : De gueules aux trois barres d'or, celle du milieu chargée de trois annelets du champ. |